# Kąty (województwo pomorskie)
Kąty – osada w Polsce, położona w województwie pomorskim, w powiecie kościerskim, w gminie Karsin.
W latach 1975–1998 miejscowość należała administracyjnie do województwa gdańskiego.